# 富松良夫
富松 良夫（とみまつ よしお、1903年3月 - 1954年11月）は、日本の詩人、作詞家、文芸評論家。

## 来歴・人物
教育家富松柏の長男として宮崎県都城市姫城町に生まれる。母方の親戚に有馬馨がいる。
6歳のとき脊髄カリエスにかかり身体障害者となる。翌年には生母を亡くし、伯母に背負われて小学校に通った。1917年に高等小学校を卒業、1919年にキリスト教の洗礼を受ける。1925年に文芸誌「盆地」を刊行し、1929年に詩誌「白」を主宰。いずれもガリ版刷りであった。1930年に友人坂元彦太郎の助力により第一詩集『寂しき候鳥』を出版。1938年、黒木清次らと「竜舌蘭」を創刊。
独学で美術論、音楽論、宗教論を書き、またフランス語を学び訳詩もした。周囲には敬慕する青年が多数集まり、特に戦後の混乱期には、宮沢賢治の話を傾聴する農村青年が多かった。

晩年は文学講座やレコードコンサートの講師のほか、校歌や都城市歌（初代および2代目）の作詞などを行い、1950年には都城市文化賞を受賞。没後の1958年には「竜舌蘭」「詩学」「日本未来派」などに発表した詩やエッセイを集めた詩集『黙示』が実弟によって刊行され、友人瑛九が装画を手がけた。1971年、都城市立図書館前に詩碑が建立された。